# Campionati mondiali di tiro al bersaglio mobile 1961
I campionati mondiali di tiro 1961 furono la prima edizione dei campionati mondiali di questo sport e si disputarono a Oslo. La nazione più medagliata fu l'URSS.

## Risultati

### Uomini

#### Bersaglio mobile
| Evento                      | Oro                                                                                | Oro       | Argento                                                        | Argento   | Bronzo                                                          | Bronzo    |
| Evento                      | Atleta                                                                             | Risultato | Atleta                                                         | Risultato | Atleta                                                          | Risultato |
| 100m tiro singolo           | Loyd Crow                                                                          | 226       | Vitalij Romanenko                                              | 222       | Ludwig Lustberg                                                 | 221       |
| 100m tiro singolo a squadre | Unione Sovietica Ludwig Lustberg Igor' Nikitin Vladimir Linnikov Vitalij Romanenko | 879       | Stati Uniti John Foster Loyd Crow Willis Powell N. Skarpness   | 877       | Svezia Rune Flodmann H. Halvarsson Sven Johansson K. Karlsson   | 812       |
| 100m tiro doppio            | John Foster                                                                        | 222       | Vladimir Linnikov                                              | 219       | Ludwig Lustberg                                                 | 219       |
| 100m tiro doppio a squadre  | Unione Sovietica Ludwig Lustberg Igor' Nikitin Vladimir Linnikov Vitalij Romanenko | 861       | Stati Uniti John Foster Loyd Crow Willis Powell Joseph Deckert | 833       | Svezia B. Schullstroem H. Halvarsson Sven Johansson K. Karlsson | 812       |

## Medagliere
Nazione ospitante
| Posiz. | Nazione          | Oro | Argento | Bronzo | Totale |
| ------ | ---------------- | --- | ------- | ------ | ------ |
| 1      | Unione Sovietica | 2   | 2       | 2      | 6      |
| 2      | Stati Uniti      | 2   | 2       | 0      | 4      |
| 3      | Svezia           | 0   | 0       | 2      | 2      |